# Evolution (1986)
Evolution ist ein Zeichentrickfilm des DEFA-Studios für Trickfilme von Lothar Friedrich aus dem Jahr 1986.

## Handlung
In grauer Urzeit sitzt ein Affe auf einem Baum und langweilt sich. Da entdeckt er einen auf dem Boden liegenden Stock, der ihn interessiert. Bei dem Versuch, diesen zu greifen, fällt er vom Baum und verliert seinen Schwanz dabei. Er entdeckt, dass er den Stock vielfältig nutzen kann, so auch als Keule zur Nahrungssuche, so dass sich aus ihm der erste Mensch mit einem aufrechten Gang entwickelt. Über die Jahrhunderte geht es immer nur bergauf, bis aus ihm ein Mensch der Neuzeit wird.
Hier stolpert er das erste Mal über eine Flasche mit Alkohol, deren Inhalt er mit dem Finger kostet, und da es ihm schmeckt, trinkt er ein ganzes Glas, was er aber sofort wieder ausspuckt. Doch er kann nicht mehr davon lassen und probiert es wieder und wieder, bis er total betrunken ist. Jetzt geht es schnell wieder bergab mit ihm, erst sitzt ihm der Affe nur auf den Schultern, bis er selbst zu solch einem wird und wieder im Baum landet.

## Produktion
Evolution wurde auf ORWO-Color gedreht und hatte am 11. Juli 1986 seine Premiere.
Die Dramaturgie lag in den Händen von Hedda Gehm, für das Szenarium war Lothar Friedrich verantwortlich.